# Oreader
I grekisk mytologi är oreaderna (grekiska: ὄρος) en grupp nymfer som förknippas med berg och grottor eller med de gamla skogar som under antiken växte kring bergen. 
Oreaderna förknippas med gudinnan Afrodite och kallas systrar till satyrerna. 
Jämfört med till exempel dryaderna var oreaderna självständiga väsen. Många dryader kallas dock oreader, och de två klasserna av nymfer är svåra att särskilja. Den mest omtalade oreaden är Echo.